# Justo Aznar Lucea
Justo Aznar Lucea (Zaragoza, 26 de marzo de 1937-Valencia, 27 de noviembre de 2021) fue un médico, investigador y divulgador científico español. Director del Observatorio de Bioética de la Universidad Católica de Valencia (UCV), Jefe del Departamento de Biopatología Clínica del Hospital Universitario La Fe de Valencia y fundador del Instituto de Ciencias de la Vida de la UCV.

## Biografía
Tras licenciarse en Medicina en la Universidad de Valencia, comenzó a simultanear su trabajo en el laboratorio clínico de la Universidad de Navarra, con la realización de su tesis doctoral centrada en la patología de la trombosis y la hemostasia. La tesis obtuvo el primer premio extraordinario concedido por la Universidad de Navarra en Medicina, junto con el otorgado al doctor Jesús Flórez. 
Trabajó durante tres años en el campo de la Hematología, y posteriormente se trasladó a la Cátedra de Bioquímica para profundizar en los procesos relacionados con su especialidad. Continuó su formación postdoctoral con estancias en Italia y Noruega, y regresó a Valencia, donde trabajó como jefe de Sección en el Laboratorio Clínico del recién estrenado Hospital de La Fe, encargándose de la sección de Hematología. Un año después fue nombrado jefe de Servicio y poco después, jefe de Departamento.
Aznar Lucea reunió todos los laboratorios clínicos del Hospital La Fe, que estaban adscritos a las distintas cátedras, en un único departamento. Posteriormente, participó junto con el doctor José Báguena Candela, en la creación del primer Centro de Investigación en un laboratorio de un hospital público español, donde se potenció la investigación transversal y los conocimientos de investigación básica producidos en diversas áreas, que eran transferidos al hospital.
Su equipo publicó en diversas revistas científicas como: la revista oficial de la Asociación Internacional Trombosis y Hemostasis, The Lancet, The New England Journal of Medicine o Nature, mientras realizaba diversas estancias en Estados Unidos, durante al menos, un par de años.
Aznar fue también muy reconocido por su incansable defensa de la vida, impulsando la Asociación Valenciana para la Defensa de la Vida (Provida) de la que fue presidente desde 1979 hasta 2012 y la Federación Española de Asociaciones Provida, que presidió desde 1982 hasta 1998. 
Tras dejar la dirección del Departamento de Biopatología Clínica del Hospital La Fe (1974-2006), se dedicó intensamente a la Bioética, fundando y dirigiendo el Instituto de Ciencias de la Vida de la Universidad Católica de Valencia. Durante estos 15 años continuó su labor investigadora con la publicación de más de 87 artículos científicos.
Casado con Vicen, tuvieron diez hijos y 49 nietos. Era miembro del Opus Dei.

## Publicaciones
A lo largo de su trayectoria profesional publicó más de quinientos artículos de investigación en el área biomédica, de los cuales, más de trescientos en revistas de alto nivel científico. También dirigió veinte tesis doctorales y publicó treinta capítulos de libros. En el campo de la bioética publicó ochenta y siete artículos de investigación y cuatro tesis doctorales.

## Premios
Recibió, entre otros, los siguientes premios:
- Premio Alberto Sols, a la mejor labor de investigación de Ciencias de la salud (1998)
- Premio Santiago Grisolía, a la mejor labor de investigación (2006)
- Premio Salud y Sociedad a la mejor trayectoria profesional de la Comunidad Valenciana otorgado por la Consejería de Sanidad Universal y Salud Pública de la Generalidad Valenciana (2006).
- Premio III Milenio concedido por la Academia de Ciencias, Tecnología, Educación y Humanidades, en el área de Bioética (2007).
- Premio a la Trayectoria Profesional concedido por el Colegio de Médicos de Valencia (2013).

## Asociaciones a las que perteneció
- Primer sillón de Bioética de la Comunidad Valenciana, creado por la Real Academia de Medicina de la Comunidad Valenciana.
- Presidente de la Federación Española de Asociaciones Provida (1977-1998)
- Presidente de la Asociación Valenciana para la Defensa de la Vida (1979-2012)
- Miembro de la Subcomisión de Familia y Vida de la Conferencia Episcopal Española
- Miembro Correspondiente de la Pontificia Academia para la Vida (2005)
- Presidente de la Sociedad Española de Trombosis y Hemostasia
- Presidente de la Liga Mediterránea Contra la Enfermedad Tromboembólica.
- Fundador y Editor Jefe de la Revista Iberoamericana de Trombosis y Hemostasia.